# За стенами (мини-сериал)
«За стенами» (фр. Au-delà des murs) — франко-бельгийский мини-сериал 2016 года, состоящий из трёх эпизодов по 45 минут. Фильм рассказывает о молодой женщине, унаследовавшей заброшенный дом в городе и попадающей внутри него в потусторонний мир, заставляющий её вспомнить свои самые потаённые страхи.

## Производство
Премьера первого эпизода состоялась 22 сентября 2016 года на канале Arte.
Среди источников вдохновения при создании сериала режиссёр называл фильмы «Другие» и «Сияние», а также роман «Дом листьев».

## Сюжет
Одинокая молодая женщина Лиза ведёт уединённый образ жизни, её мучают воспоминания о трагических событиях в прошлом. Внезапно она узнаёт, что неизвестный ей человек, умерший ещё 30 лет назад, завещал ей полузаброшенный дом в городе. Лиза переселяется туда и за стеной находит проход, который приводит её в бесконечное пространство коридоров и комнат, из которого нет выхода. Лишь знакомство с молодым человеком по имени Жюльен, уже несколько лет находящимся в этом потустороннем пространстве дома, позволяет Лизе не пасть духом и не терять надежды выбраться отсюда...

## В ролях
- Верле Батенс — Лиза
- Франсуа Деблок — Жюльен
- Джеральдин Чаплин — Роз
- Лила-Роз Жильберти — Софи

## Эпизоды
| № серии | Описание серии | Дата премьеры         |
| ------- | --- | --------------------- |
| 1       | 2015 год. Лиза, молодая женщина лет тридцати, работает логопедом в детской больнице. Она живёт одна в съёмной квартире почти без мебели, при этом носит обручальное кольцо и говорит коллегам, что у неё есть муж. По ночам ей иногда снятся кошмары, в том числе озеро, где кто-то только что утонул. Однажды на улице она видит, что из заброшенного старинного дома напротив выносят тело: оказывается, там нашли труп хозяина, умершего ещё тридцать лет назад. Внезапно Лизе сообщают, что хозяин старинного дома Андре Банвиль завещал его именно ей. Она перебирается из своей квартиры в дом и начинает обследовать его. В доме необычные обои с узорами, похожими на пятна Роршаха, за стенами иногда слышатся скрипы и стоны. Ночью Лиза разбивает молотом стену, обнаруживая за ней коридор. Она следует по коридору и видит множество тёмных комнат устрашающего вида, при этом окон нет. В одной из комнат заведён граммофон и играет пластинка. Откуда-то выходит человек, на котором надета голова кабана, он преследует Лизу. Убегая от чудовища, Лиза теряется в коридорах, но встречает молодого человека с рюкзаком, который говорит, что тоже заблудился в доме и прячется от «них». На вопрос Лизы, кто такие «они», он отвечает, что это «другие». | 22 сентября 2016 года |
| 2       | По словам молодого человека, которого зовут Жюльен, он находится в доме уже три или четыре года после того, как зашёл сюда однажды, чтобы найти укрытие от дождя. В коридорах дома Лиза видит убегающую девочку в белом платье, в которой узнаёт свою умершую младшую сестру Софи. Жюльен говорит, что это ловушка Дома, который использует умерших, чтобы не дать живым уйти отсюда. В поисках Софи Лиза встречает солдата, который просит её передать Жюльену, что он хочет с ним поговорить. Оказывается, Жюльен попал в Дом в 1916 году, а солдат — это однополчанин Жюльена, погибший в битве при Сомме: его завалило землёй, и Жюльен не смог откопать его. Чтобы найти «красную дверь», якобы ведущую к выходу, Лиза и Жюльен разыскивают часовню на верхнем этаже дома. По пути они видят «других» — это почерневшие и потерявшие человеческий облик существа, которые начинают преследовать пару. Лизе и Жюльену удаётся найти дверь, ведущую в лес. Там из-за тумана они теряют друг друга, Жюльен вновь видит однополчанина, но убегает от него и его окружают «другие». Лиза же вновь видит вдали Софи и, пытаясь её догнать, выходит к домику у озера. Она стучит в дверь, и ей открывает пожилая женщина. | 22 сентября 2016 года |
| 3       | Женщина по имени Роз живёт в домике у озера вместе с Софи, младшей сестрой Лизы, утонувшей, когда самой Лизе было пятнадцать лет: она отпустила Софи купаться ночью, а сама пошла на свидание с парнем. Вина за смерть сестры мучит Лизу много лет. Хотя Софи и Роз настаивают, чтобы Лиза навсегда осталась здесь, она хочет вернуться, чтобы найти Жюльена, которого успела полюбить. Софи подсказывает Лизе, где находится Жюльен и где настоящий выход из Дома. Роз пытается помешать Лизе уйти и топит Софи в озере, Лиза же убивает Роз. Она возвращается в залы Дома и находит сильно обросшего и почти что превратившегося в «другого» Жюльена. Своей любовью Лиза снова возвращает его в человеческое состояние и предлагает выбраться из дома через подвал, как ей подсказала Софи. Жюльен говорит Лизе, что, выйдя из Дома, они окажутся в разных временах и, возможно, больше не встретятся, но он постарается подать ей знак из своего времени, найдя хозяина Дома. В подвале их преследует толпа «других», а вновь появившаяся Роз предлагает паре навсегда остаться в домике у озера. Однако они прыгают в воронку и оказываются в глубине подземного озера. Там Софи указывает Лизе путь на поверхность. Лиза оказывается в своём мире и возвращается в Дом. Она находит книгу, которую написал для неё Жюльен. Вернувшись в своё время, он жил с мыслями о Лизе, после Второй мировой войны нашёл Дом, который так и стоял пустым, поселился в нём и ждал её рождения. Позже он стал называть себя Андре Банвиль. Именно он был тем хозяином дома, который завещал его Лизе. Жюльен заканчивает свою книгу-послание пожеланием Лизе жить и быть счастливой. | 22 сентября 2016 года |

## Отзывы
Фильм получил положительные отзывы.
Так, в рецензии The A.V. Club отмечалось умное и сложное сюжетное построение, а также заслуживающие высоких похвал декорации, Starburst оценил фильм на 9 из 10, особенно отметив впечатляющую операторскую работу. По мнению The Sydney Morning Herald, фильм представляет собой оригинальный вклад в произведения о «домах с призраками».